# Ватчелское
Ва́тчелское (Ватчельское, Ватчала, Кутчезеро) — российское озеро в Кондопожском районе Республики Карелия.
Площадь поверхности — 29,6 км², площадь водосборного бассейна — 122 км², высота над уровнем моря — 138 м.

## Общие сведения
Озеро имеет форму, близкую к треугольной. Берега каменистые или песчаные, покрыты лесом. Число островов — 13, общей площадью около 0,48 км² .
Котловина ледникового происхождения.
В озеро впадают небольшие ручьи, вода озера Найдомозеро поступает через узкую протоку в южной части. С северо-востока впадает ручей из Сявнозера. Стоком из озера является река Кужа.
Дно покрыто тёмным илом. Озеро мелководное, преобладают глубины 3—4 м.
Высшая растительность представлена тростником и рдестом плавающим.
В озере обитают ряпушка, плотва, щука, лещ, окунь, ёрш и налим.
Замерзает озеро в конце октября, вскрывается в начале мая.